# Kabinett Dreyer I
Das Kabinett Dreyer bildete vom 16. Januar 2013 bis 18. Mai 2016 die Landesregierung von Rheinland-Pfalz. Es war das 23. Kabinett von Rheinland-Pfalz.

## Kabinett
| Amt | Amtsinhaber                                                                                          | Partei     | Partei | Staatssekretäre | Partei | Partei     |
| --- | --- | ---------- | --- | --- | ------ | ---------- |
| Ministerpräsidentin                                                                                        | 0Malu Dreyer                                                                                         |            | SPD | 0Jacqueline Kraege 0(Staatssekretärin für Bundes- und 0Europaangelegenheiten vom 012. November 2014 bis 1. Juli 2015; 0Chefin der Staatskanzlei 0bis 12. November 2014) 0Clemens Hoch 0(Chef der Staatskanzlei; 0ab 12. November 2014) 0Heike Raab 0(Staatssekretärin für Bundes- und 0Europaangelegenheiten seit 01. Juli 2015) |        | SPD        |
| Stellvertreterin der Ministerpräsidentin Ministerin für Wirtschaft, Klimaschutz, Energie und Landesplanung | 0Eveline Lemke                                                                                       |            | B’90/Grüne                                                                                                   | 0Uwe Hüser |        | B’90/Grüne |
| Minister des Inneren, für Sport und Infrastruktur                                                          | 0Roger Lewentz                                                                                       |            | SPD | 0Jürgen Häfner 0(bis 31. Januar 2014) 0Günter Kern 0(seit 1. Februar 2014) 0Heike Raab 0(bis 1. Juli 2015) 0Randolf Stich 0(seit 1. Juli 2015) |        | SPD        |
| Ministerin der Finanzen                                                                                    | 0Carsten Kühl 0(bis 12. November 2014) 0Doris Ahnen 0(ab 12. November 2014)                          | SPD        | 0Salvatore Barbaro                                                                                           | SPD |        |            |
| Minister der Justiz und für Verbraucherschutz                                                              | 0Jochen Hartloff 0(bis 12. November 2014) 0Gerhard Robbers 0(ab 12. November 2014)                   | SPD        | 0Beate Reich 0(bis 12. November 2014) 0Hannes Kopf 0(ab 12. November 2014)                                   | SPD |        |            |
| Ministerin für Soziales, Arbeit, Gesundheit und Demografie                                                 | 0Alexander Schweitzer 0(bis 12. November 2014) 0Sabine Bätzing-Lichtenthäler0 (ab 12. November 2014) | SPD        | 0David Langner                                                                                               | SPD |        |            |
| Ministerin für Bildung, Wissenschaft, Weiterbildung und Kultur                                             | 0Doris Ahnen 0(bis 12. November 2014) 0Vera Reiß 0(ab 12. November 2014)                             | SPD        | 0Hans Beckmann 0Vera Reiß 0(bis 12. November 2014) 0Thomas Deufel 0(ab 12. November 2014) 0Walter Schumacher | SPD |        |            |
| Ministerin für Umwelt, Landwirtschaft, Ernährung, Weinbau und Forsten                                      | 0Ulrike Höfken                                                                                       |            | B’90/Grüne                                                                                                   | 0Thomas Griese |        | B’90/Grüne |
| Ministerin für Integration, Familie, Kinder, Jugend und Frauen                                             | 0Irene Alt                                                                                           | B’90/Grüne | 0Margit Gottstein                                                                                            | B’90/Grüne |        |            |
| Staatsministerin für Bundes- und Europaangelegenheiten in der Staatskanzlei (bis 12. November 2014)        | 0Margit Conrad                                                                                       |            | SPD | |        |            |